# Meunasah Asan (Madat)
Meunasah Asan is een bestuurslaag in het regentschap Aceh Timur van de provincie Atjeh, Indonesië. Meunasah Asan telt 1318 inwoners (volkstelling 2010).